# Тлеполем (диадох)
Тлепо̀лем (на старогръцки: Τληπόλεμος) е македонски пълководец, диадох от IV век пр. Хр.
Тлеполем е син на Питофан. Член е на придружаващата конница и телохранител на Александър III Македонски. Получава управлението на Партия и Хиркания заедно с Аминапес - парт, когото Александър назначава за сатрап на тези провинции. По-късно Тлеполем е назначен от Александър за сатрап на Кармания, на който пост остава до смъртта на Александър в 323 година пр. Хр.